# Priscilla - La regina del deserto
Priscilla, la regina del deserto (The Adventures of Priscilla, Queen of the Desert) è un film australiano del 1994 diretto da Stephan Elliott, vincitore del Premio Oscar 1995 per i migliori costumi.
Fu presentato nella sezione Un Certain Regard del 47º Festival di Cannes.
Priscilla ha successivamente fornito le basi per l'omonimo musical, che ha debuttato nel 2006 a Sydney e successivamente proposto in Nuova Zelanda con il medesimo cast. Successivamente sono state allestite produzioni a Londra, Toronto, New York (Broadway), San Paolo, Milano, Roma, Trieste e successivamente nella versione tour in tutta Italia.

## Trama
Bernadette Bassenger, Mitzi Del Bra e Felicia Jollygoodfellow, nomi d'arte di Anthony 'Tick' Belrose e Adam Whitely, sono una donna transessuale e due drag queen che si esibiscono nei più famosi gay bar di Sydney.
Le loro vite vengono sconvolte dopo la morte del compagno di Bernadette, la quale, triste per aver perso il suo amato, accetta l'invito di Tick a seguirlo, insieme anche ad Adam, in un viaggio alla volta di Alice Springs, per esibirsi al Lasseters Hotel Casino, ingaggio trovato proprio da Tick.
Come mezzo di trasporto, le tre adottano un vecchio torpedone che battezzano "Priscilla, la regina del deserto".
Durante il viaggio attraverso l'outback australiano, dialoghi ed esperienze si intrecciano tra Bernadette, Tick ed Adam, tra cui la più scottante rivelazione: Tick è sposato con una donna, e sua moglie è proprio la direttrice del Lasseters Hotel Casino. Il viaggio viene però interrotto da un guasto al motore, che ferma Bernadette, Tick e Adam in mezzo al deserto: cercando aiuto per riparare il guasto, incontrano Bob, un meccanico che si offre di aiutarli a rimettere in sesto la sgangherata Priscilla. Dopo aver saputo di essere in compagnia di tre drag queen, Bob decide di farle esibire in un pub locale: purtroppo gli abitanti del luogo non sono abituati a questo genere di esibizione e non apprezzano lo show, tanto da mandare via Bernadette, Mitzi e Felicia dal palco. Prima che il trio riparta, Bob inizia a sentire un certo interesse per Bernadette e decide di unirsi al viaggio alla volta di Alice Springs. Una volta arrivati, si scopre che, oltre ad essere stato sposato, Tick ha anche un figlio di otto anni, Benjamin.
Spaventato dall'idea che il figlio possa non accettarlo, Tick prova in tutti i modi a nascondere la sua sessualità e soprattutto il suo lavoro di drag queen, ma alla fine di uno degli spettacoli del trio, Benjamin appare tra il pubblico, applaudendo il padre. Tick capisce che suo figlio è già al corrente di tutto quanto e che lo accetta così com'è. Finito il ciclo di spettacoli, il bambino decide di andare a Sydney per stare un po' con il padre e Adam, mentre Bernadette e Bob restano ad Alice Springs, per provare ad approfondire il loro rapporto.

## Produzione

### Località delle riprese
- Sydney: Camperdown Cemetery - Newtown - Scena del funerale
- Sydney: Imperial Hotel al 35 di Erskineville Road - Spettacolo iniziale, finale e partenza del viaggio.
- Broken Hill: Passeggiata in Argent Street per lo shopping vestite da Drag-Queen.
- Broken Hill: Mario's Palace Hotel al 227 di Argent Street angolo Sulphide Street.
- Mundi Mundi Plain: a circa 20 km da Broken Hill dove "Priscilla" ha un guasto e rimane bloccato.
- Silverton (una cittadina fantasma) a 25 km da Broken Hill: dove il trio incontra il meccanico Bob con la sua mogliettina Cynthia.
- Coober Pedy: White Cliffs Underground Motel in Catacomb Road.
- Alice Springs: Lasseters Hotel Casino in Barrett Drive.
- King's Canyon nel Watarrka National Park alla fine della Ernest Giles Road, a circa 350 km ad ovest di Alice Springs.

## Colonna sonora

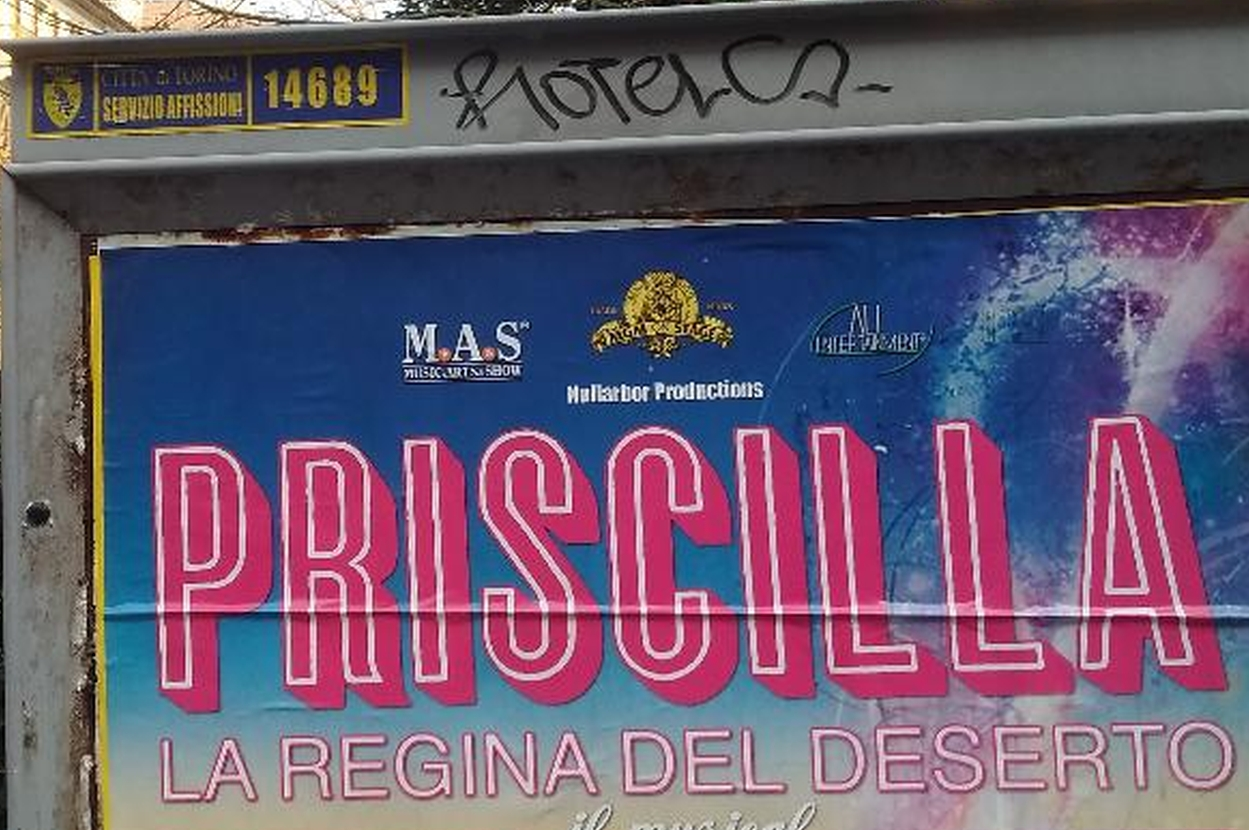
Priscilla in versione musical (Torino, 2018)

La colonna sonora ufficiale di Priscilla, la regina del deserto pubblicata dalla Polydor Records contiene le seguenti canzoni:
1. I've Never Been to Me - Charlene
2. Go West - Village People
3. Billy Don't Be a Hero - Paper Lace
4. My Baby Loves Lovin'  - White Plains
5. I Love the Nightlife (Disco 'Round) - Alicia Bridges
6. Can't Help Lovin that Man - Trudy Richards
7. I Will Survive - Gloria Gaynor
8. A Fine Romance - Lena Horne
9. Shake Your Groove Thing - Peaches and Herb
10. I Don't Care If the Sun Don't Shine - Patti Page
11. Finally - CeCe Peniston
12. Take a Letter Maria - R.B. Greaves
13. Mamma Mia - ABBA
14. Save the Best for Last - Vanessa Williams
15. I Love the Nightlife (real rapino 7" mix) - Alicia Bridges
16. Go West (original 12" mix) - Village People
17. I Will Survive (1993 Phil Kelsey classic 12" mix) - Gloria Gaynor
18. Shake Your Groove Thing (original 12" mix) - Peaches and Herb
19. I Love the Nightlife (Phillip Damien extended vox) (2) - Alicia Bridges

Non è compresa l'aria di Violetta della Traviata, scena V atto I, che Felicia canta sul tetto di Priscilla mentre attraversano il deserto.

## Riconoscimenti
- 1995 - Premio Oscar
  - Migliori costumi
- British Academy of Film and Television Arts
  - BAFTA ai migliori costumi
  - BAFTA al miglior trucco